# Nationale Vereniging voor Vrouwenarbeid
De Nationale Vereniging voor Vrouwenarbeid was tussen 1901 en 1949 in Nederland een belangenvereniging die zich inzette voor de vrouwenemancipatie. De vereniging had al bij oprichting de beschikking over de 20.000 gulden die was verdiend met de Nationale Tentoonstelling van Vrouwenarbeid uit 1898, en kon dus goed uit de startblokken komen. Dit dankzij de inzending van Marie Jungius toen gevraagd werd om ideeën wat met het bedrag te doen. De Vereniging had als uitvoerend orgaan het Nationaal Bureau voor Vrouwenarbeid. Het doel van de Vereniging was om de werkkring van vrouwen uit te breiden en de verbetering van werkomstandigheden te bevorderen. Waar het bureau de activiteiten organiseerde, was de vereniging verantwoordelijk voor de gelden en het aanschrijven van de overheid.
In 1949 fuseerde de Vereniging met de Nederlandse Vereniging voor Vrouwenbelangen en Gelijk Staatsburgerschap tot de Nederlandse Vereniging voor Vrouwenbelangen, Vrouwenarbeid en Gelijk Staatsburgerschap. 